# Bruja de Endor

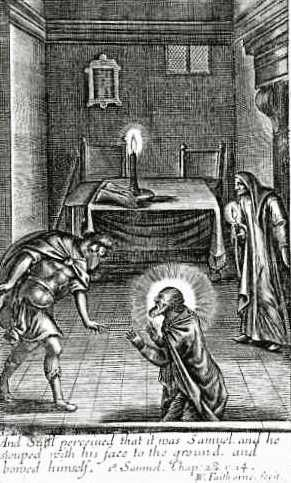
La médium de Endor: del frontispicio de Saducismus Triumphatus de Joseph Glanvill.

La Bruja de Endor es una figura de la Biblia, concretamente del Primer Libro de Samuel.
Según el libro de Pseudo-Filón, dicho personaje se llamaba Sedecla.

## Relato bíblico

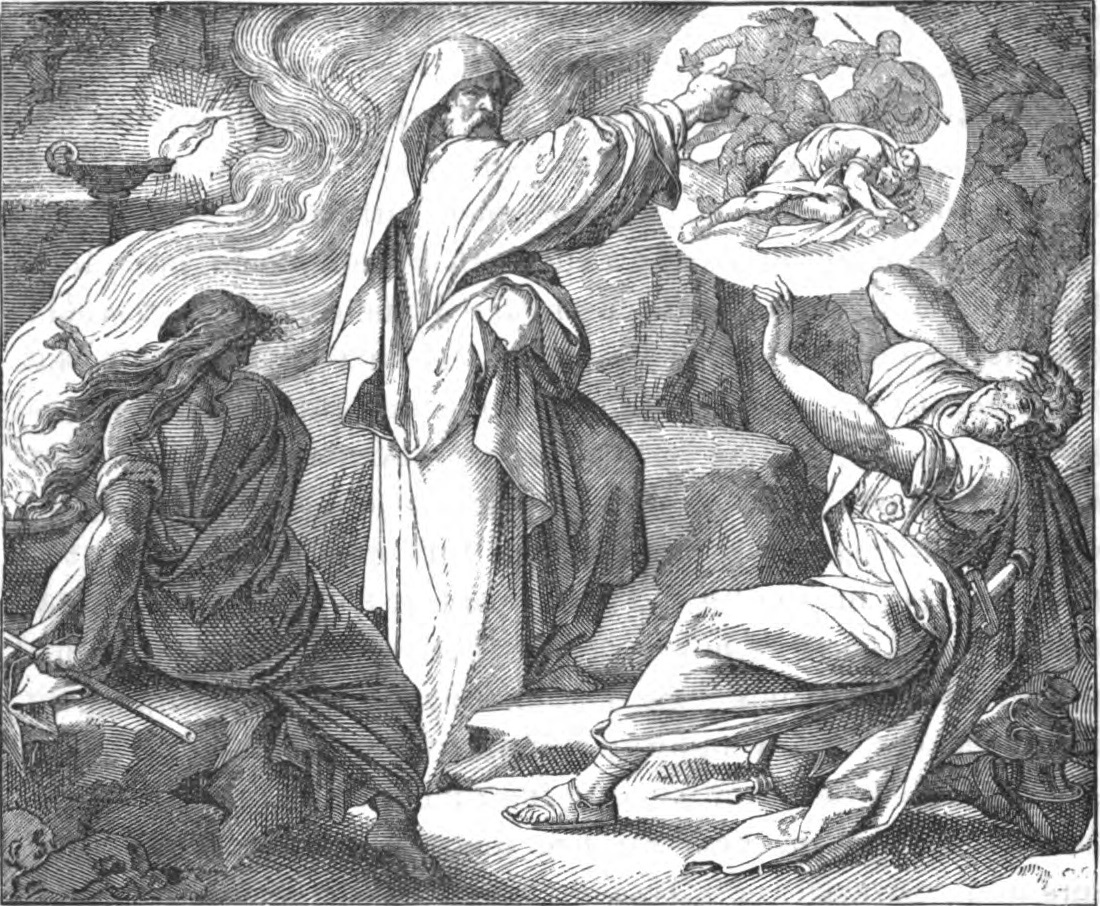
Saúl y la bruja de Endor.

Saúl, el primer rey de Israel, fue a la guerra contra los filisteos y al verlos se llenó de temor. Consultó a Dios, pero no le respondió de ninguna manera, ya que había desobedecido el mandato de exterminar el pueblo de Amalec por parte de Dios, y Dios decidió apartarse de él por esta causa. Por ello, en su desesperación, pidió a sus siervos buscar a una mujer que tuviera el don de la adivinación, a pesar de que él mismo había expulsado a médiums y adivinos de su tierra; y encontraron a la bruja de Endor, adivina y capaz de contactar con los muertos.
Saúl se disfrazó y se dirigió en la noche a ver a esta mujer, acompañado de dos hombres. Ella consiguió del rey la promesa de que no la denunciaría por adivinación, sin saber que era él mismo quien la había prohibido, y convocó a petición de Saúl el espíritu del profeta Samuel. Al ver a Samuel, la bruja supo quién era Saúl y se sintió traicionada, pero tras ser tranquilizada, continuó con el conjuro.
La necromante explicó lo que veía: un viejo sacerdote envuelto en un manto, a quien Saúl reconoció como Samuel. De él supo que Saúl, que había sido abandonado por Dios, perdería su reino a manos de David y que Israel caería en manos de los filisteos. La razón de que Dios hubiese abandonado a Saúl fue que éste no había exterminado por completo a los amalecitas.
La profecía del espíritu del profeta Samuel es en gran medida una repetición de las palabras de Samuel, cuando estaba vivo, en I Samuel 15. La única información nueva es que Saúl va a morir «mañana». Y sin embargo, si los eventos de los capítulos I Samuel 28-31 están en orden cronológico, así, Saúl murió después de tres días más, para dar tiempo a los movimientos de las tropas de David para llegar a Siclag «en el tercer día». En cuyo caso la única profecía nueva, que fue añadida por la bruja, era, en realidad, incorrecta.
En la Septuaginta, la traducción griega del Antiguo Testamento, la frase «una mujer con un espíritu» se traduce como «un ventrílocuo». Por consiguiente, Orígenes ha declarado que la voz del fantasma fue de hecho el de la mujer.
1 Samuel 28:3-25
La Biblia de las Américas
3 Samuel había muerto, y todo Israel lo había llorado, y lo habían sepultado en Ramá su ciudad. Y Saúl había echado de la tierra a los médium y espiritistas. 4 Y se reunieron los filisteos y fueron y acamparon en Sunem; y Saúl reunió a todo Israel y acamparon en Gilboa. 5 Al ver Saúl el campamento de los filisteos, tuvo miedo y su corazón se turbó[a] en gran manera. 6 Y Saúl consultó al Señor, pero el Señor no le respondió ni por sueños, ni por Urim, ni por profetas. 7 Entonces Saúl dijo a sus siervos: Buscadme una mujer que sea médium para ir a consultarla. Y sus siervos le dijeron: He aquí, hay una mujer en Endor que es médium.